# فرناندو بونيلا
فرناندو بونيلا (بالإنجليزية: Fernando Bonilla)‏ هو سياسي أمريكي، ولد في 1962 في بورتوريكو في الولايات المتحدة. حزبياً، نشط في الحزب الديمقراطي.